# Willie (Los Simpson)
William McDougal, o Willy (también conocido como Willie el jardinero y Willie el escocés) es un personaje de ficción de la serie de televisión de dibujos animados Los Simpson. Es doblado por Dan Castellaneta en la versión inglesa y en España es doblado en las primeras temporadas por José Padilla y por Salvador Adeguer, por Luis Marín hasta la temporada 23, por Miguel Zúñiga de la temporada 24 hasta la 28 y por Juan Carlos Lozano de la temporada 29 hasta la actualidad. En Hispanoamérica estaba doblado hasta la decimoquinta temporada (incluida) por Alejandro Villeli, reemplazado por Sebastián Llapur desde la temporada 16 hasta la 25, desde temporada 25 hasta la 31 fue doblado por Raymundo Armijo. Desde la temporada 32 hasta la actualidad volvió a ser doblado por Alejandro Villeli.

## Papel en Los Simpson
Willie es escocés y es el jardinero encargado de mantener la limpieza en la Escuela Primaria de Springfield. En el capítulo Lard of the dance, cuando Homer finge ser escocés para robar la grasa de Willie, él afirma ser del norte de Edimburgo. Es un hombre hosco y bruto, calvo en la coronilla, con una gran ceja, barba y bigotes pelirrojos. Prefiere luchar contra un lobo salvaje de Alaska a sentarse a tomar un té. Practica lucha y por eso tiene un cuerpo musculoso, aunque no lo aparenta. Suele usar un overall azul y una camisa, pero se le vio usando un traje escocés en el episodio del pozo y vestido de la misma manera cuando Bart le gasta una broma en el episodio La novia de Bart.
Willie sigue una estricta dieta a base de haggis y lo promueve de la siguiente manera: "Corazón y pulmones cortados y hervidos dentro del estómago de una pequeña oveja. ¡Sabe tan bien como suena. Es bueno para lo que los aflige!". Willie en cierta forma odia al director Skinner aunque delante de él se deshace en halagos. También es un mirón, ya que le gusta grabar a la gente mientras mantiene relaciones.
En un momento dado, Bart, de forma accidental, destroza su cabaña y duerme con la familia Simpson, donde gracias a Lisa inicia un proceso de "civilización".
En una famosa revista Willie fue nombrado el escocés más reconocible del mundo por encima de Sean Connery y Ewan Mcgregor. En Treehouse of Horror V, Willie se convierte en homicida al matar a Maggie cuando la familia muere, y decir "Gracias, Willie consiguió carne para el invierno" y lleva a rastras a Lisa, Bart y Maggie, que Lisa muere accidentalmente cayéndose y Bart atragantado por una bellota.

## Relación con sus padres
En el capítulo I Love Lisa, en la obra Willy dice que no lloró cuando colgaron a su padre por robar ganado. Sin embargo, en el capítulo Monty Can't Buy Me Love, él se encuentra con sus padres cuando viajan a Escocia, y en My Fair Laddy menciona que al nacer, su padre lo único que le dijo fue "que lo corte él mismo" haciendo referencia al cordón umbilical, y después de eso no lo volvió a ver, en el capítulo Who Shot Mr. Burns? cuando entierra al Hámster de cuarto grado Supercuate menciona que a su padre lo tiraron a un pozo cuando murió.

## Apariciones especiales
En uno de los especiales de Halloween, el episodio Treehouse of Horror V, Willie aparece en las tres historias del episodio y en todas ellas muere atacado (la primera vez por Homer, la segunda por una Maggie de un universo paralelo y la tercera por el director Seymour Skinner) y al clavarse un hacha en su espalda. Lo más curioso es que en todas sus apariciones, él debía ser el héroe. En otro de ellos, Treehouse of Horror VI, aparece parodiando a Freddy Krueger.